# Paraupenthes
Paraupenthes là một chi bọ cánh cứng trong họ 
Elateridae.
Chi này được miêu tả khoa học năm 1971 bởi Ôhira.

## Các loài
Chi này gồm các loài:
- Paraupenthes subinconditus (Van Zwaluwenburg, 1957)